# 영원한 죄

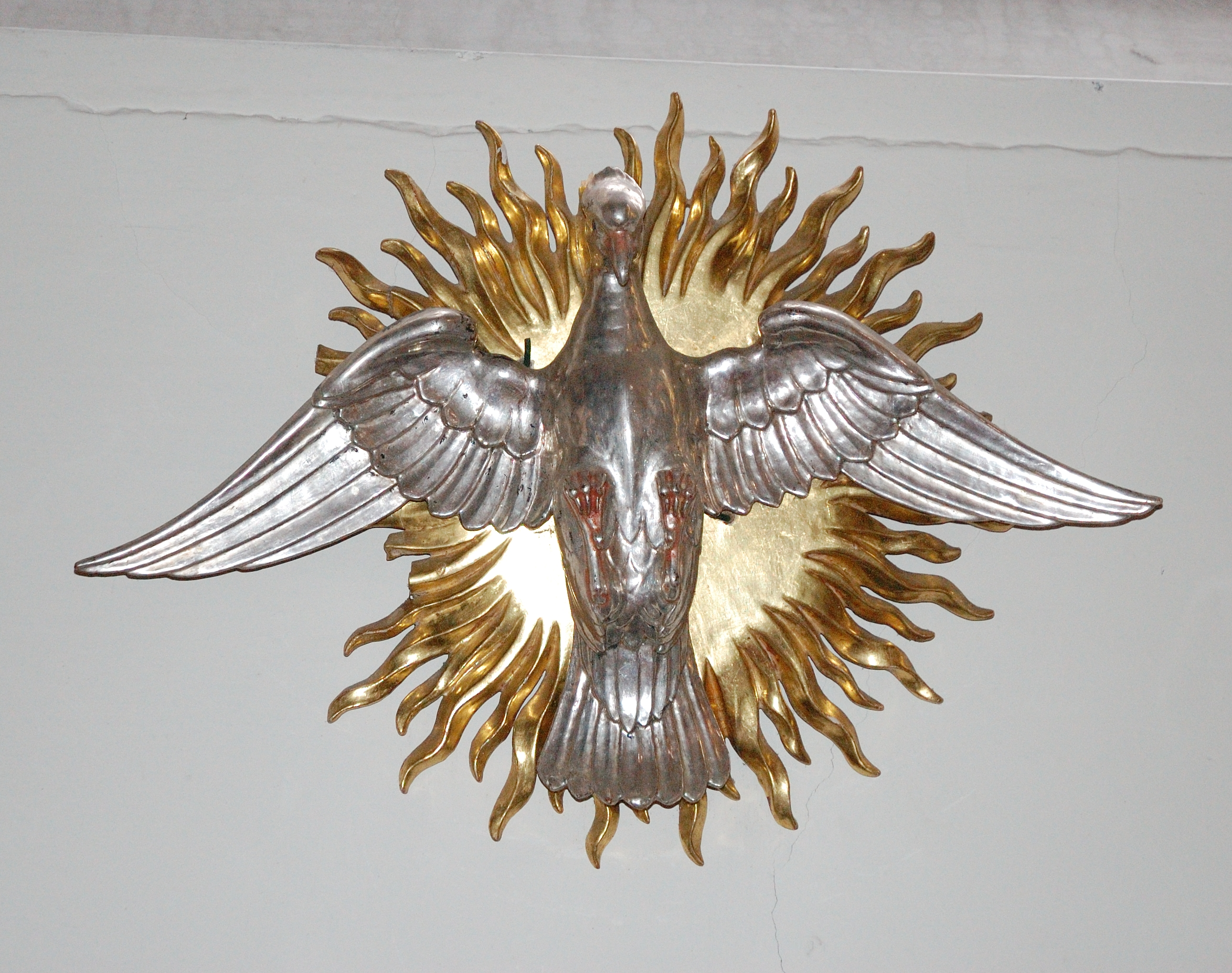
비둘기로 상징되는 성령 하나님. 독일 Mitteleschenbach,

영원한 죄(용서받지 못할 죄, Eternal sin)란 기독교 신학의 죄론에서 다루는데 용서받지 못하는 죄, 사함을 받지 못하는 죄라고도 한다. 이 죄는 구체적으로 공관복음서인 마가복음 3:28-29, 마태복음 12:31-32 그리고 누가복음 12:10에서 성령 하나님을 훼방하는 신성모독죄(blasphemy)를 말한다. 예수께서 분명한 하나님의 능력으로 권능과 이적을 보여주었지만 악한 의도로 무시했던 바라새인이나 서기관들의 폐악한 방해에서 성령 훼방죄를 볼 수 있다. 어거스틴, 토마스 아퀴나스, 그리고 칼빈과 같은 학자들은 이것을 하나님께 감히 대항하는 죄로 설명한다.

## 같이 보기
- 칠죄종